# Chromodoris africana
Chromodoris africana Eliot, 1904 è un mollusco nudibranco appartenente alla famiglia Chromodorididae.

## Descrizione
Corpo di colore bianco opaco. Bordo del mantello di colore arancio, così come i rinofori, il ciuffo branchiale, il bordo del piede e la parte terminale postariore del piede. Il mantello è caratterizzato da tre bande nere, due a cavallo dei rinofori e che passano al di dietro delle branchie e una centrale.

## Distribuzione e habitat
Specie diffusa in Africa orientale, Mar Rosso e Oceano Indiano occidentale.